# Energy Performance Contracting
Energy Performance Contracting (EPC) je komplexní služba, která v sobě zahrnuje návrh úsporných opatření, přípravu, realizaci a zajištění financování projektu vedoucím k úsporám energie budov. Do češtiny se volně překládá jako „energetické služby se zárukou“ nebo „financování energeticky úsporných opatření z budoucích úspor“.
Metoda funguje na splátkovém principu, zákazník tedy k její realizaci nepotřebuje žádné vlastní finanční zdroje. Klient realizaci postupně poskytovateli splácí z výsledných a smluvně garantovaných úspor. Zákazník projektu EPC tedy nikdy nebude platit víc, než za energii platí v době uzavření smlouvy a tedy počátku projektu.
Veškerá rizika projektu nese poskytovatel a v případě, že úspor není dosaženo dle předem stanoveného modelu, nese poskytovatel i finanční dopady tohoto neúspěchu. Investice do projektu metodou EPC mají návratnost 6 až 10 let. Je možné s ním dosáhnout snížení až 40 % nákladů na energie.